# أبو حردوب (دير الزور)
أبو حردوب قرية سورية تتبع ناحية ذيبان في منطقة الميادين في محافظة دير الزور. بلغ عدد سكانها 8657 نسمة في عام 2004 حسب إحصاء المكتب المركزي للإحصاء.